# Etapa de Santa Cruz do Sul da Fórmula Truck

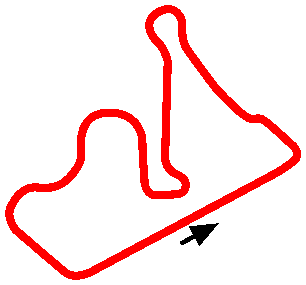
Mapa do autódromo.

A Etapa de Santa Cruz do Sul da Fórmula Truck é um dos circuitos mais tradicionais da Fórmula Truck, realizada no Autódromo Internacional de Santa Cruz do Sul, em Santa Cruz do Sul, no Rio Grande do Sul.
A Truck realiza provas Santa Cruz do Sul, a última vitoria foi de Felipe Giaffone, em 2016. 

## Campeões
- 2016 - Felipe Giaffone - Volkswagen